# Romania submersa
Исчезнувшая Романия (лат. Romania submersa) — социолингвистический термин, используемый историографами-романистами для описания всех тех территорий бывшей Римской империи, где античная романизация имела место, но оказалась недостаточно сильной для формирования долговременного местного романского идиома. К примеру, относительно небольшие очаги городской романской культуры в римской Британии оказались не слишком устойчивыми для того чтобы противостоять процессу ассимиляции в условиях позднеантичных и раннесредневековых миграций кельтов и германцев Тем не менее, на основе имеющегося материала, учёные сделали попытку восстановить по имеющимся данным гипотетический бритениг (романский язык Британии, как если бы он не вымер). В некоторых регионах (Добруджа, Бретань, Эльзас и Лотарингия, Сицилия, Балеарские острова, Андалусия) после периода дероманизации произошла рероманизация, но уже не латынью, а неороманским языком.

## Примеры
Постепенной германизации со времён поздней античности подверглось романское население среднего Рейна, верхнего Подунавья и Альп.
Великое переселение народов таким образом привело к ассимиляции части романоязычного населения и этот процесс продолжился в средние века и продолжается в некоторых местах и в наши дни (угасание ретороманских языков в Швейцарии, ассимиляция части валахов на Балканах и проч.). Как показывает пример далматинского языка и его диалектов (вельотского, рагузанского) термин также охватывает территории, на которых сформировался достоверно подтверждённый автохтонный романский язык, который был позднее заменен другими нероманскими языками в средние века. В регионах, которые ранее контролировала Римская империя, вульгарная латынь вышла из употребления в Северной Африке, исчезла по Рейну, не сохранилась в Паннонии по нижнему и среднему Дунаю и сильно сократила свой ареал на Балканах (кроме бывшей Дакии). О былом романоязычии сейчас свидетельствуют романистика, а также сохраняющиеся субстратные заимствования из латыни в языках местных народов.
В некоторых случаях утрате романоязычия способствовали трагедии локального масштаба: после пожара 1464 года преимущественно ретороманоязычный (но постепенно германизирующийся и до этого) Кур заселили немецкоязычные строители из северных кантонов Швейцарии: в результате доля романоязычных к 2000 году здесь опустилась до 10 % населения (5 % итал. и 5 % ретороманского), а единственным официальным языков в городе ныне является немецкий, доля носителей которого достигла 81 %.